# 아부쿠마 변성대

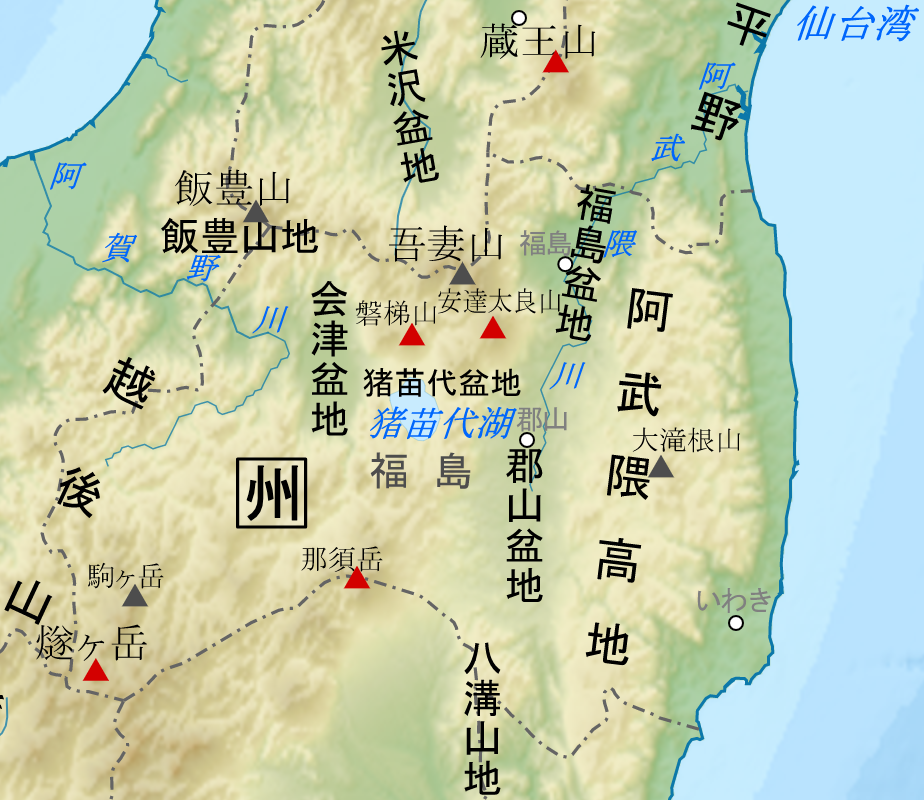
아부쿠마 고지 지도

아부쿠마 변성대(阿武隈変成帯)는 관동 지방 태평양 연안을 따라 위치하는 고온형 변성암대이다. 그 형성은 백악기 당시 활발하게 진행되어 현재 일본열도의 지형 골격을 형성한 화강암의 관입작용에 의한 것으로, 약 80-120 Ma에 관입한 아부쿠마 화강암에 의한 것이다. 변성작용과 관계된 아부쿠마 화강암은 산요 화강암, 기타카미 산지, 나미시마 반도 등과 함께 백악기 화강암대를 형성하고 있다.
아부쿠마 산지의 동연에 위치한 파쇄대가 있어, 그 중에서 비벼져 끼어들어간 암층의 중에는 오래된 변성대가 있다. 북에서부터 와리야마(割山)·야마우에(山上) 변성대·야구키(八茎) 변성대·고사이소(御斉所) 변성대가 있다. 야구키 변성대는 암석이 야마우에 변성대 중의 암석과 유사하며, 고사이소 변성대에서는 다카누키 변성작용을 받아 암석이 재결정화되었으나 diaphtolite로서 십자석·남정석이 존재하는 오래된 변성대가 존재했지 않았겠나라 생각된다.
아부쿠마 전 산지에 걸쳐 다카누키(竹貫) 변성작용은 고생층에서 변성된 변성암으로 되어 있으며, 화강암류의 관입에 의해 료케 식의 변성을 받아 료케 대와 대비된다.
니시도히라 변성대는 완전히 알려져 있지 않으며, 결정편암류의 주향도 다르나 야마우에 변성대와 대비될 수 있는 것이 아닌가라고 생각된다.

## 와리야마 변성대

### 분포
소마나카 촌(相馬中村)의 서북방에 위치한 아부쿠마 산지계의 파쇄대에 속하며, 하구로 산(羽黑山)을 중심으로 하는 지대로 덴묘(天明)산집괴암(제3기)에 의해 넓게 덮여 야마우에 변성대와의 사이는 가려져 있다. 북방에는 하타마키(旗卷) 고개에서 길게 북방으로 이어지는 산맥을 이루어 아부쿠마천에서 끊어질 때까지 25km에 달하며 하타마키 고개에서 고샤단(五社壇)까지는 카로(鹿狼) 산층의 고생층이 분포한다. 하타마키 고개에서 오사와 고개까지는 하타마키 고개의 석회암을 포함한 중생층이 분포한다. 동쪽에서부터의 충상단층이 자르고 있다. 지조모리에서 쇼사이 고개·우마후나 고개에 걸쳐서는 압쇄화강암이 난다.
하구로산 동쪽에도 단층으로 자르며 압쇄화강암이 난다.
와리야마층은 하구로산 북서에서 천매암이 나와 서쪽으로 경사를 나타내며 아부쿠마 천에 의해 잘리는 부근에도 천매암으로 되어 있다.
하구로 산은 각섬편암으로 되어 있으며 사장석의 점무늬가 있고 백운모가 혼재되어 있다. 기타자와오쿠에서는 백운모편암으로 난다. 하구로산의 북쪽에서는 상위에 천매암이 난다.

### 암상
암상은 아래와 같다:
- 압쇄화강암
- 각섬편암
- 점문각섬편암
- 백운모각섬편암
- 백운모편암
- 천매암

## 야마우에 변성대
소마나카 촌의 서방 야마우에 촌에 분포하는 변성암으로, 부근을 조사한 사토 도시히코에 의하면 마쓰카히라변성암은 각섬편암으로 되어 있으며, 북방 하구로 산의 견운모편암에 대비되며 화석에 의해 상부 데본기 이전인 것이 명료하다. 상부 데본기는 변성작용을 받지 않았다.

### 암상
암상은 아래와 같다:
- 마쓰가히라(松ヶ平) 각섬편암-N20˚E의 주향을 가지는 각섬편암으로 남북방향의 파쇄돼의 영향을 받아 퇴화변성을 받아 녹니석·양기석·조장석의 선구조가 생긴 것이 확인됨. 재결정을 받은 암석은 담록색을 나타내며 본래는 암록색이었음.

## 야구키 변성대
아부쿠마 동연단층대 중에 비벼져 끼어들어간 단층대에 접해 분포하는 변성암을 포함하는 고기암층군이다. 동쪽으로는 오히사(大久)형 아부쿠마신기화강암과 단층과 경계를 맞대며, 서쪽으로는 요코가와(橫川)형 아부쿠마신기화강암의 접촉을 받아 고생층군의 석회암이 스카른화되어 그 중에 야구키 광상이 존재한다. 야구키 변성암은 고생층의 하부에 위치하는 것이다. 이들의 암층은 두 화강암(오히사형·요코가와형)에 끼어 세프타(septa)상으로 나온다. 남섬석변성작용을 받은 저변성도의 결정편암으로 되어 있다.

### 암상
암상은 아래와 같다:
- 남섬편암
- 흑색편암
- 사문석혼펠스
- 버빙턴석(규철회석) 스카른

## 다카누키 변성대
고사이소 변성대가 아부쿠마 고기 편상화강섬록암과 이에 선행하는 반려암·사문암·각섬암 등의 기성·초염기성암에 의해 증진변성을 받고, 다시 화강암화작용·기성암화작용을 받아 변성된 광역열변성암으로 되어 있다. 화강섬록암·변성암의 성질은 다 구주의 게이시마 화강섬록암과 산군 변성대의 암석과 유사하다. 또한 이와의 같은 상의 화강암과 변성암은 쓰쿠나미, 니이가타현의 니혼구니, 아오모리현의 오오다이산에 분포한다.　광역열변성작용은 100-120 Ma의 아부쿠마 화강암 관입에 의한 것이다. 본 변성암의 K-Ar, Rb-Sr 광물년대는 100-115 Ma이다. 이는 아부쿠마 화강암의 관입시기와 같은 접촉변성년대를 나타내는 것이다.

### 분포
다카누키의 동쪽, 미야모토암체의 약간 서쪽에서 서쪽에 분포하는 변성암류로, 반토(礬土)질에서 기성화산암까지의 원암으로 되어있다. 석회암이 2층 내지 3층 있어, 접촉변성을 받았다.

### 암상
암상은 아래와 같다.
- 십자석첨정석석류석규선석편마암
- 정질석회암
- 근청석편마암
- 각섬암
- 각섬편암
- 흑운모편암

## 고사이소 변성대

### 분포
다카누키 가도에 분포하는 저변성도의 변성대로, 기성암에서 석영질의 암석까지로 되어 있으며 녹색의 천매암을 주로 한다. 아부쿠마 산지의 동연에 위치하여, 다카누키 가도의 남쪽에 있는 고사이소산의 이름으로부터 명명된 변성대이다. 다카누키 동방 미야모토 관입암체의 동방을 고사이소대라고 한다. 녹니천매암부터 석영편암까지로 되어 있으며, 미야모토암체의 동쪽을 통과하는 남북성단층을 경계로 하여 선구조의 방향이 다르다. 스기 겐이치와 오노 가쓰지는 녹니천매암 중의 십자석·남정석의 잔정을 확인하여 diaphtholite로 보았고, 이전의 고변성도의 암석이었던 때 생겨난 십자석과 남정석이 현재의 퇴화변성을 받아 녹니천매암상으로 되었다고 보았다. 한편 홍주석과 석영의 변성반정이 확인되는데, 이들 광물의 공생관계를 보면 최고온도는 510 ℃, 압력은 2-3 kbar에서 변성된 것으로 보인다. K-Ar, Rb-Sr 광물년대는 100-110 Ma이다.

### 암상
암상은 아래와 같다.
- 녹니천매암
- 홍렴석

## 참고 문헌
- 柴田秀賢 編, 日本岩石誌 IV, 朝倉書店, 1968年
- 木村敏雄, 速水格,吉田鎮男. 日本の地質, 東京大学出版会, 1993年